# Šárka
Šárka és una òpera en tres actes de Leoš Janáček sobre un llibret en txec de Julius Zeyer, basat en una llegenda txeca del segle xiv. Va ser composta entre 1887 i 1888 però no va ser estrenada, després de diverses revisions, fins a l'11 de novembre de 1925 al Teatre Mahen de Brno.

## Origen i context

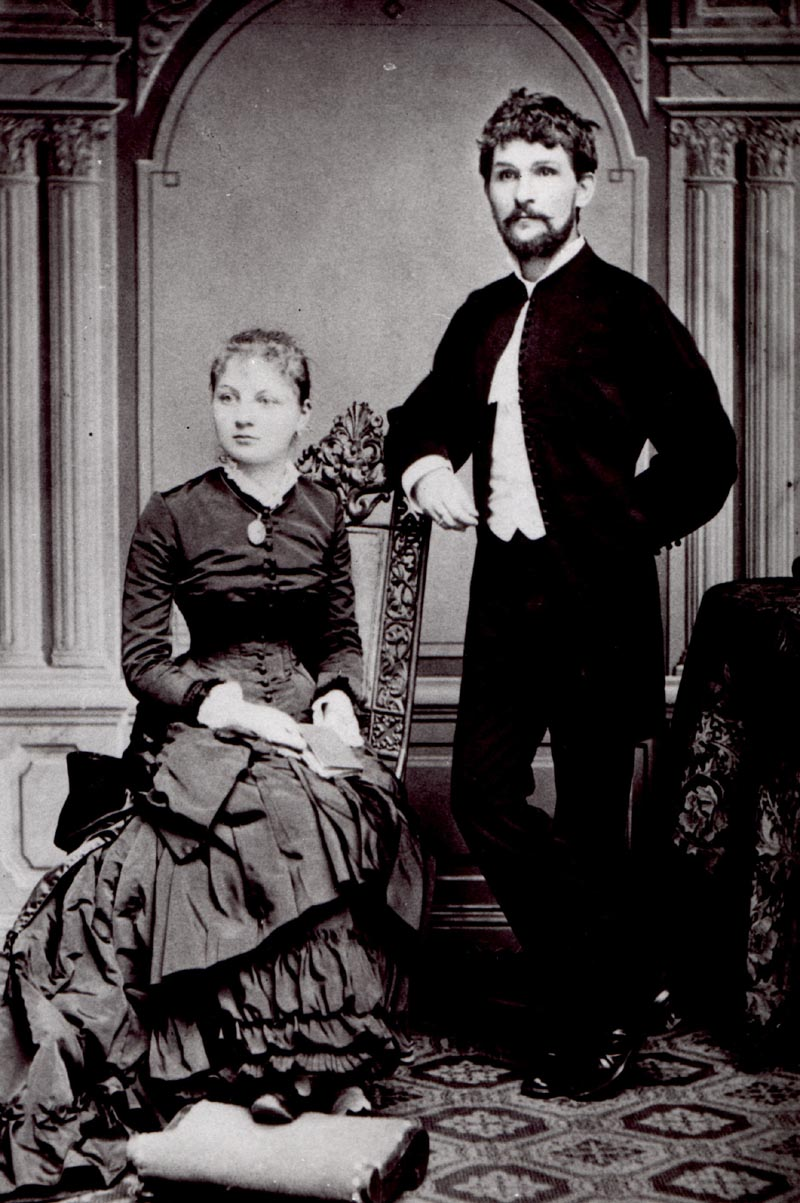
El jove Janáček amb la seva esposa

Amb la creació del Teatre Nacional de Brno a finals de 1884, que comptava amb una orquestra permanent, es va obrir la porta a les òperes compostes per músics txecs, a més de les obres del repertori internacional. Janáček va acollir amb entusiasme aquest nou impuls per a la cultura moraviana a la seva ciutat. A la revista Hudební listy, que ell mateix dirigia, va escriure ressenyes detallades de les representacions que assistia regularment. Això li va permetre transmetre els seus coneixements als seus compatriotes i al mateix temps formar-se una opinió pròpia sobre el gènere.
El tema de Šárka es basa en una història de la mitologia txeca que era molt estimat per autors i músics txecs del segle XIX. Un exemple és el tercer poema simfònic del cicle orquestral La meva pàtria de Smetana del 1880, que porta aquest nom, així com l'òpera més famosa de Fibich, del 1897.

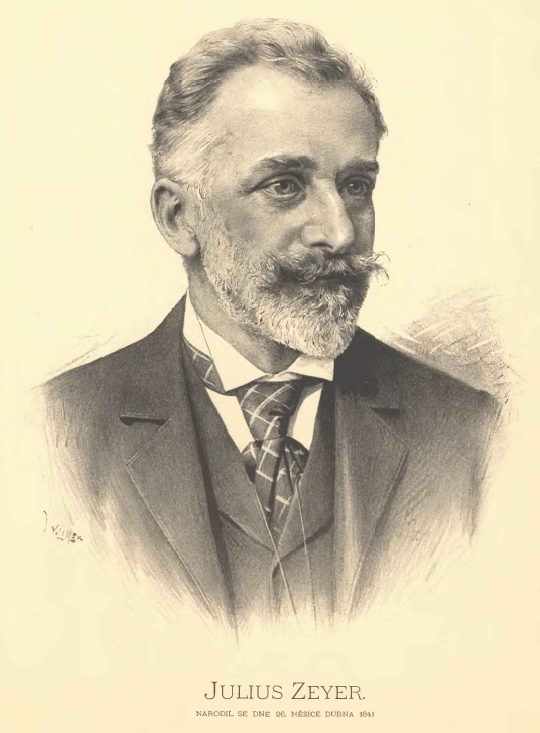
Julius Zeyer, autor de l'obra homònima en la que s'inspirà Janáček

Janáček va utilitzar el llibret que Antonín Dvořák havia demanat al principal poeta simbolista txec Julius Zeyer. Dvořák va desestimar finalment el llibret perquè no encaixava amb la seva estètica operística i perquè buscava un tema menys local, preferint posar música a Armida. En canvi, Fibich sí que el va fer servir. Per al llibret, Zeyer va adaptar la quarta part (Ctirad) del seu poema èpic en cinc parts Vyšehrad del 1880.
Amb trenta-tres anys, aquesta va ser la seva obra més significativa fins aleshores. Fins a aquell moment, havia escrit principalment música de cambra, per a solistes, religiosa i per a cors masculins.
L'agost de 1887, Janáček ja havia compost tota la part vocal i, com va fer amb altres obres d'aquest període, la va enviar al seu amic i mentor Antonín Dvořák per obtenir la seva opinió. Dvořák va reconèixer la recepció de la partitura el 6 d'agost. No hi va haver resposta, però el 25 d'octubre Dvořák va suggerir una reunió amb Janáček. Janáček va dir que la trobada havia anat "bastant bé" i que només li demanava «més melodia», però ràpidament va fer una revisió completa de la peça.
Janáček va compondre l'òpera sense tenir el permís de Zeyer, convençut que aquest l'acceptaria sense problemes. Va ser en aquest punt que Janáček va escriure al llibretista per demanar permís per utilitzar el seu text. I aquí van començar els problemes, ja que Zeyer es va negar a concedir l'autorització pertinent. Es desconeixen els motius d'aquesta negativa. S'especula que Zeyer encara esperava que Dvořák canviés d'opinió; o potser estava enfadat per la crítica desfavorable d'una de les seves obres que havia aparegut a la revista Hudební listy de Janáček; o potser no li va agradar el to de les cartes de Janáček (que no s'han conservat).
Tot i la negativa de Zeyer, Janáček va seguir treballant en l'òpera i va completar una segona versió vocal per a piano datada el 18 de juny de 1888. Posteriorment, va orquestrar dos actes abans d'aturar-se. Durant la vida de Zeyer, no va aconseguir el permís necessari, i l'òpera va quedar arxivada i oblidada. Van passar gairebé trenta anys abans que Janáček tornés a "Šárka".

## Representacions

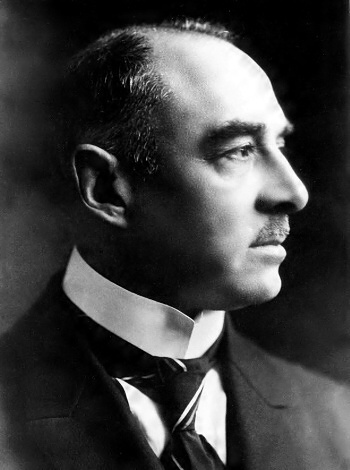
František Neumann va dirigir la primera representació l'any 1925

No va ser fins al 1918, disset anys després de la mort de Zeyer, que finalment va rebre l'autorització per fer servir el llibret. En aquell moment, amb 63 anys, les seves circumstàncies s'havien transformat radicalment a causa de l'èxit obtingut amb la producció de Jenůfa a Praga el 1916. Janáček va involucrar el seu alumne Osvald Chlubna en el treball de revisió i finalització de l'obra, que finalment es va estrenar a Brno l'11 de novembre de 1925, sota la direcció del seu amic i col·lega, František Neumann, i la producció d'Ota Zítek, director del Teatre de Brno.
L'estrena va ser seguida per tres produccions rebudes sense massa entusiasme, commemorant diversos aniversaris de la mort del compositor, a Olomouc (1938), Brno (1958) i Ostrava (1978). No va ser fins a una producció presentada el 1993 al Festival d'Edimburg que l'òpera va ressuscitar definitivament.
El 2000, el musicòleg Jiří Zahrádka va editar una nova versió de l'òpera, de la qual es va fer un enregistrament dirigit per Charles Mackerras amb la Filharmònica Txeca i Eva Urbanová en el paper principal.

## Argument
La trama de Šárka transcorre durant la llegendària "guerra de les donzelles" en la història mitològica txeca. Després del matrimoni de la princesa Libuše, el poder de les dones va començar a minvar, i encara més amb la seva mort, quan el seu consort Přemysl es va convertir en l'únic governant de les terres txeques.
En resposta, l'amazona Šárka i el seu grup de verges guerreres busquen venjar-se implacablement dels homes que les han menyspreades, amb especial rancor cap a Přemysl. El jove Ctirad, que vigila la tomba de la reina Libuše i atemoreix les guerreres que s'hi apropen, es converteix en l'objectiu de la seva venjança. Šárka el captura mitjançant un engany: les seves companyes la lliguen a un arbre, donant-li l'aparença d'indefensió. Quan Ctirad la troba i, commogut, la deslliga, es produeix un enllaç romàntic entre ambdós. No obstant això, mentre dormen junts, Šárka es desperta i recorda el seu propòsit inicial. Crida els seus companys i, juntament amb ells, mata Ctirad i els altres guerrers. En el decurs del funeral de Ctirad, plena de remordiments pel que ha fet, Šárka es lleva la vida llançant-se sobre la pira funerària.

## Enregistraments
- Supraphon SU 3485-2 631: Eva Urbanová, Peter Straka, Ivan Kusnjer, Jaroslav Březina; Cor Filharmònic de Praga, director de cor Jaroslav Brych; Česká filharmonie, director Charles Mackerras (2000)[13]